# 小三度

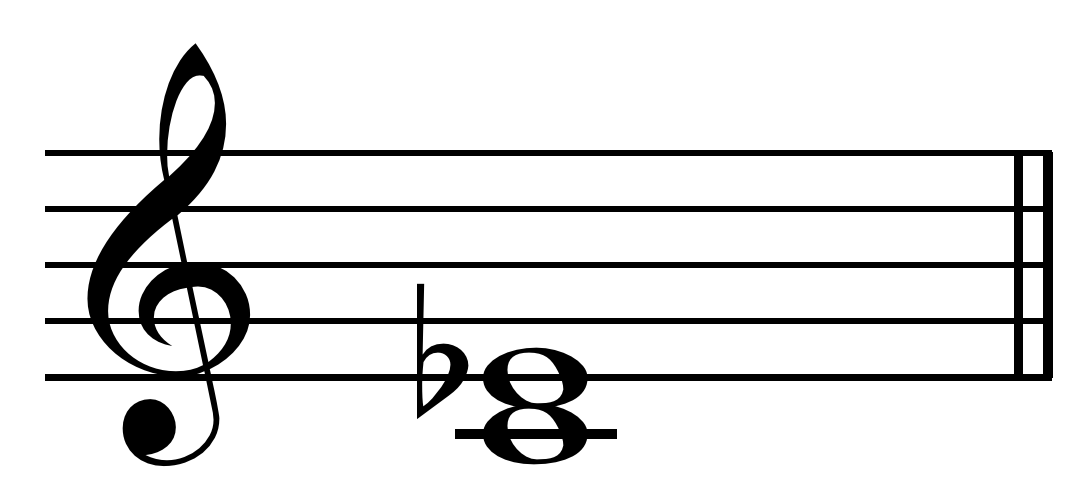
十二平均律的小三度或(6:5)

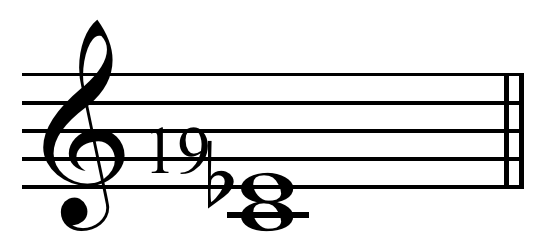
第十九個泛音(19:16)E^{19}♭.

在西方文化的古典音樂中，一個小三度是一個橫跨三個半音的音程。在五線譜中，小三度橫跨三個五線譜位置。而小三度（播放ⓘ）是兩個常見的三度（大三度和小三度）的其中一個。它之所以被稱為小三度是因為它是兩個中最小的，大三度比小三度多跨越一個半度。例如，從A到C的音程是一個小三度，因為C在A的三個半音之上，而且從A到C有三個五線譜位置。減三度和增三度也是跨越三個五線譜位置，但半音的數量不同(減三度為兩個半音，增三度為五個)。
小三度是泛音列中第五個到第六個中的音程，而且是第十六個到第十九個泛音的音程。
有人認為小三度常用於音樂中來表達悲傷，而且硏究顯示這在演講中也能反映出來：在傷心的演講中，演講者會製造一個相似小三度的音程。
小調之所以被稱為小調是因為在小調中，主調音（第一個音）和中音（第三個音）的音程是小三度。小三和弦（英文：Minor chord）也是因有小三度而命名。
在純律中的小三度是6:5（播放ⓘ），或315.64音分。在十二平均律中，小三度是三個半音：21/4:1(大約為1.189)，或300音分。十二平均律中的小三度比純律中的小三度窄15.64音分。在中庸全音律中比較闊，而在十九平均律中，它與純律中的6:5接近。19:16的小三度是297.51音分。十二平均律的小三度（300音分）最接近16:19的小三度。播放ⓘ（16:19為297.51音分，僅差十二平均律2.49音分。）
還有其他的小三度，如含七小三度是7:6，而含十三小三度是13:11。
小三度被認為是不完全和諧（英文：imperfect consonance），而且是繼纯一度，纯八度，純五度，純四度之後最和諧的音程。

## 畢達哥拉斯式小三度(Pythagorean minor third)

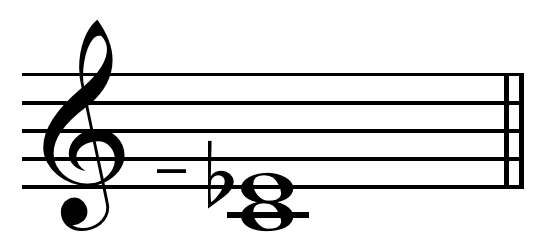
在C音的小三度(32:27)

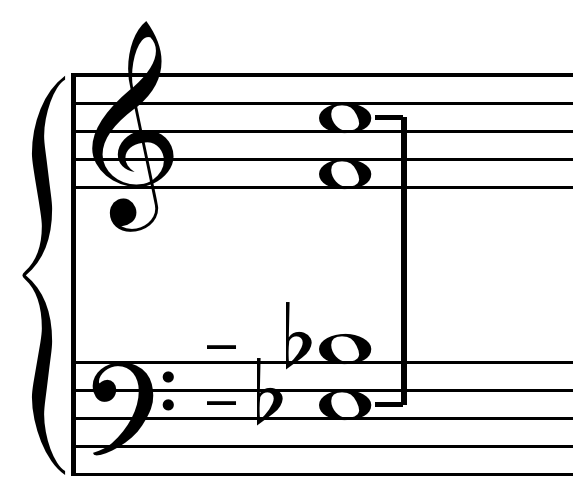
兩個八度減去三個純律五度是小三度

在音樂理論中，半雙音（英文：semiditone）或畢達哥拉斯式小三度是32:27的音程。這音程是294.13 音分。這個32:27的音程就是C大調中D與F中的音程。播放ⓘ
兩個八度減去三個純律五度是小三度。